# Wee Ball
Wee Ball, voorheen ook Guernsey Island genoemd, is een onbewoond eiland in de Canadese provincie Newfoundland en Labrador. Het eiland meet 2 km² en ligt voor de westkust van het eiland Newfoundland.

## Geografie
Wee Ball is het op vier na grootste eiland van de Bay of Islands, een grote baai aan de westkust van Newfoundland. Het ligt in het uiterste westen van die baai, op de overgang in de Saint Lawrencebaai. Wee Ball ligt iets meer dan 1 km ten zuidwesten van French Island en zo'n 3,5 km ten noorden van Newfoundland.
Het ruwweg ronde eiland heeft langs een groot deel van zijn kustlijn kliffen en bestaat grotendeels uit kale rotsen. Het bereikt een maximale hoogte van 330 meter boven de zeespiegel.